# Kootenay (řeka)
Kootenay (anglicky Kootenay River) je řeka v provincii Britská Kolumbie na západě Kanady, zasahující také do států Montana a Idaho v USA. Je 720 km dlouhá. Povodí má rozlohu 43 600 km².

## Průběh toku
Pramení ve Skalnatých horách v Kanadě. Teče na jih, naplňuje přehradní nádrž Koocanusa na hranicích Kanady a USA, kde se v Montaně u města Libby stáčí prudce na severozápad a přes Idaho se vrací do Kanady. Zde na dolním toku protéká jezerem Kootenay, z něhož odtéká na západ a ústí zleva do Columbie.

## Vodní režim
Zdrojem vody jsou sněhové srážky a horské ledovce. Pro řeku je charakteristické prudké kolísání průtoku. Na jaře dosahuje přibližně 2000 m³/s, zatímco v zimě až 17 000 m³/s.

## Využití
Na horním toku se nachází národní park Kootenay. Na středním toku byla vybudována kaskáda přehrad sestávající z pěti přehradních nádrží s vodními elektrárnami.